# Слотер (Луизијана)
Слотер (енгл. Slaughter) град је у америчкој савезној држави Луизијана.

## Демографија
По попису из 2010. године број становника је 997, што је 14 (-1,4%) становника мање него 2000. године.
| Група             | 2000.       | 2010.       |
| Белци             | 952 (94,2%) | 899 (90,2%) |
| Афроамериканци    | 36 (3,6%)   | 58 (5,8%)   |
| Азијати           | 1 (0,1%)    | 0 (0,0%)    |
| Хиспаноамериканци | 8 (0,8%)    | 13 (1,3%)   |
| Укупно            | 1.011       | 997         |